# 판다 베어

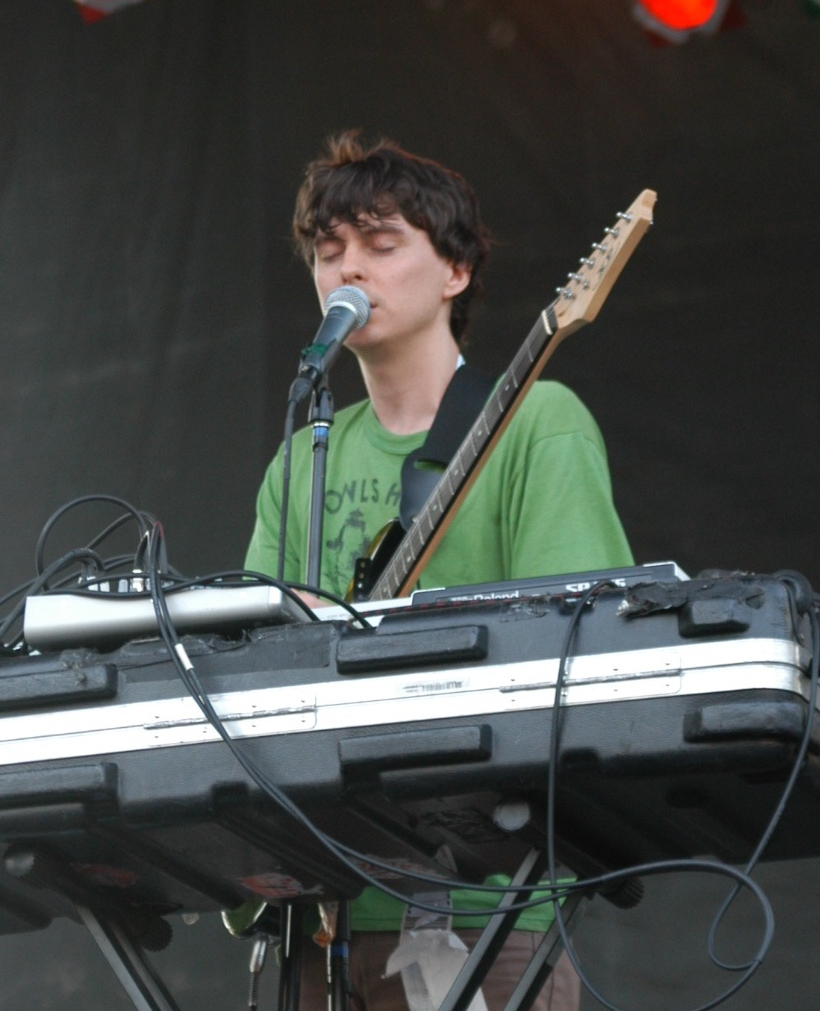
2010년 공연 모습

판다 베어(Panda Bear, 본명: 노아 벤저민 레녹스, Noah Benjamin Lennox, 1978년 7월 17일 ~ )는 미국의 음악가, 싱어송라이터, 다중 악기 연주자, 애니멀 컬렉티브 밴드의 공동 창립 멤버이다. 그 그룹과의 작업 외에도 레녹스는 1999년부터 6개의 솔로 LP를 발표했으며, 2007년 앨범인 Person Pitch는 칠웨이브 장르와 기타 수많은 활동에 영감을 주었다. 그의 후속 앨범 Tomboy(2011)와 Panda Bear Meets the Grim Reaper(2015)는 모두 빌보드 200에 도달했다.
레녹스는 주로 메릴랜드 주 볼티모어에서 자랐으며 고등학교 실내 합창단에서 테너를 불렀고 피아노와 첼로를 공부했다. "Panda Bear"라는 이름은 십대 시절 초기 믹스테이프에 판다를 그리는 습관에서 유래되었다. 그와 애니멀 컬렉티브의 다른 멤버들은 1990년대 후반에 협업을 시작했다. 그는 또한 2013년 싱글 "Doin' It Right"의 Daft Punk와 2022년 앨범 Reset의 Sonic Boom을 비롯, 다른 아티스트들과 협력했다. 2004년부터 그는 포르투갈 리스본에 거주하고 있다.

## 생애
레녹스는 메릴랜드 주 볼티모어의 롤랜드 파크 섹션에서 자랐으며 볼티모어 월도프 학교에서 8학년까지, 고등학교는 펜실베니아 주 체스터 카운티에 있는 킴버튼 월도프 학교에 다녔다. 그의 가족은 아버지가 정형외과 의사가 되기 위해 공부했기 때문에 어린 시절에 자주 이사했다. 젊었을 때 그는 주로 축구와 농구와 같은 스포츠를 했다. 그의 형제 매트 레녹스(Matt Lennox, 애니멀 컬렉티브의 노래 "Brother Sport"가 연출됨)는 고등학교 농구 팀의 선두 선수였으며 노아도 팀 멤버였으며 포인트 가드로 뛰었다.
레녹스는 또한 인터뷰에서 10대 때 특히 판다를 많이 그리는 것을 즐겼다고 말했다. 그는 또한 8살 때까지 피아노를 공부했고 그 다음에는 첼로를 배웠고 나중에는 고등학교 실내 합창단에서 테너를 불렀다.
그와 그의 가족은 그다지 종교적이지 않았지만 레녹스는 "신의 개념"(the conecpt of God)에 대한 관심 때문에 잠시 보스턴 대학에 다녔고 그곳에서 종교를 전공했다.

## 음반

### 스튜디오 앨범
- Panda Bear
- Spirit They're Gone, Spirit They've Vanished
- Danse Manatee
- Young Prayer
- Person Pitch
- Tomboy
- Panda Bear Meets the Grim Reaper
- Buoys
- Reset (with Sonic Boom)

### EP
- Mr Noah
- Crosswords
- A Day with the Homies

### 싱글
- "I'm Not/Comfy in Nautica" (September 22, 2005, UUAR)
- "Bros" (December 4, 2006, Fat Cat Records)
- "Carrots" (January 23, 2007, Paw Tracks)
- "Take Pills" (June 19, 2007, Paw Tracks)
- "Tomboy" (July 13, 2010, Paw Tracks)
- "You Can Count on Me" (October 19, 2010, Domino)
- "Last Night at the Jetty" (December 13,[36] 2010, FatCat Records)
- "Surfer's Hymn" (March 28, 2011, Kompakt)
- "Mr Noah" (October 23, 2014, Domino)
- "Boys Latin" (December 15, 2014, Domino)
- "Crosswords" (August 20, 2015, Domino)
- "Dolphin" (November 8, 2018, Domino)
- "Token" (January 14, 2019, Domino)
- "Playing the Long Game" (October 9, 2019, Domino)

### 리믹스
- "Boneless" (remix of Notwist song "Boneless") on "Boneless" 7"
- "As Young As Yesterday" (remix of Korallreven song "As Young As Yesterday") on "As Young As Yesterday" 12" (2011)[37]
- "Cheap Treat (Panda Bear Version)" (remix of Eric Copeland song "Cheap Treat") on "Remixes" EP.
- "Melody Unfair (Panda Bear Remix)" on Essence of Eucalyptus by Avey Tare
- "Never Ending Game (Panda Bear Remix)" on Bigger House by Angel Du$t